# IC 4415
IC 4415 је спирална галаксија у сазвјежђу Волар која се налази на листи објеката дубоког неба у Индекс каталогу.
Деклинација објекта је + 16° 38' 24" а ректасцензија 14h 24m 26,7s. Привидна величина (магнитуда) објекта IC 4415 износи 15,1 а фотографска магнитуда 15,9. IC 4415 је још познат и под ознакама DRCG 29-36, PGC 84155.